# HD 13931 b
HD 13931 b (также обозначаемая как HIP 10626 b) — экзопланета, вращающаяся вокруг жёлтого карлика HD 13931 и находящаяся на расстоянии приблизительно 144 световых лет в созвездии Андромеды. Планета вращается вокруг своей звезды на среднем расстоянии 5,33 а. е.; полный оборот занимает 4442 суток. Эксцентриситет орбиты HD 13931 b (0,02) примерно равен эксцентриситету земной орбиты. Планета была открыта при помощи метода радиальных скоростей в обсерватории Кек.